# Steierdorf
Steierdorf vagy Stájerlak (románul: Steierdorf, a köznyelvben Ștaier, németül: Steierdorf) Anina városhoz tartozó, azzal összeépült falu, Stájerlakanina városnegyede Romániában, a Bánságban, Krassó-Szörény megyében.

## Nevének eredete
Nevét először 1799-ben, Stajerdorf alakban említették, és első telepeseiről kapta.

## Fekvése
A város délnyugati részén fekszik.

## Népessége
A népszámlálási kiadványok 1941-ig Aninával összesítve közölték adatait.
- 2002-ben 2424 lakosából 1973 vallotta magát román, 361 német és 67 magyar nemzetiségűnek; 1544 ortodox, 493 római katolikus, 232 pünkösdi és 74 baptista hitűnek.

## Története

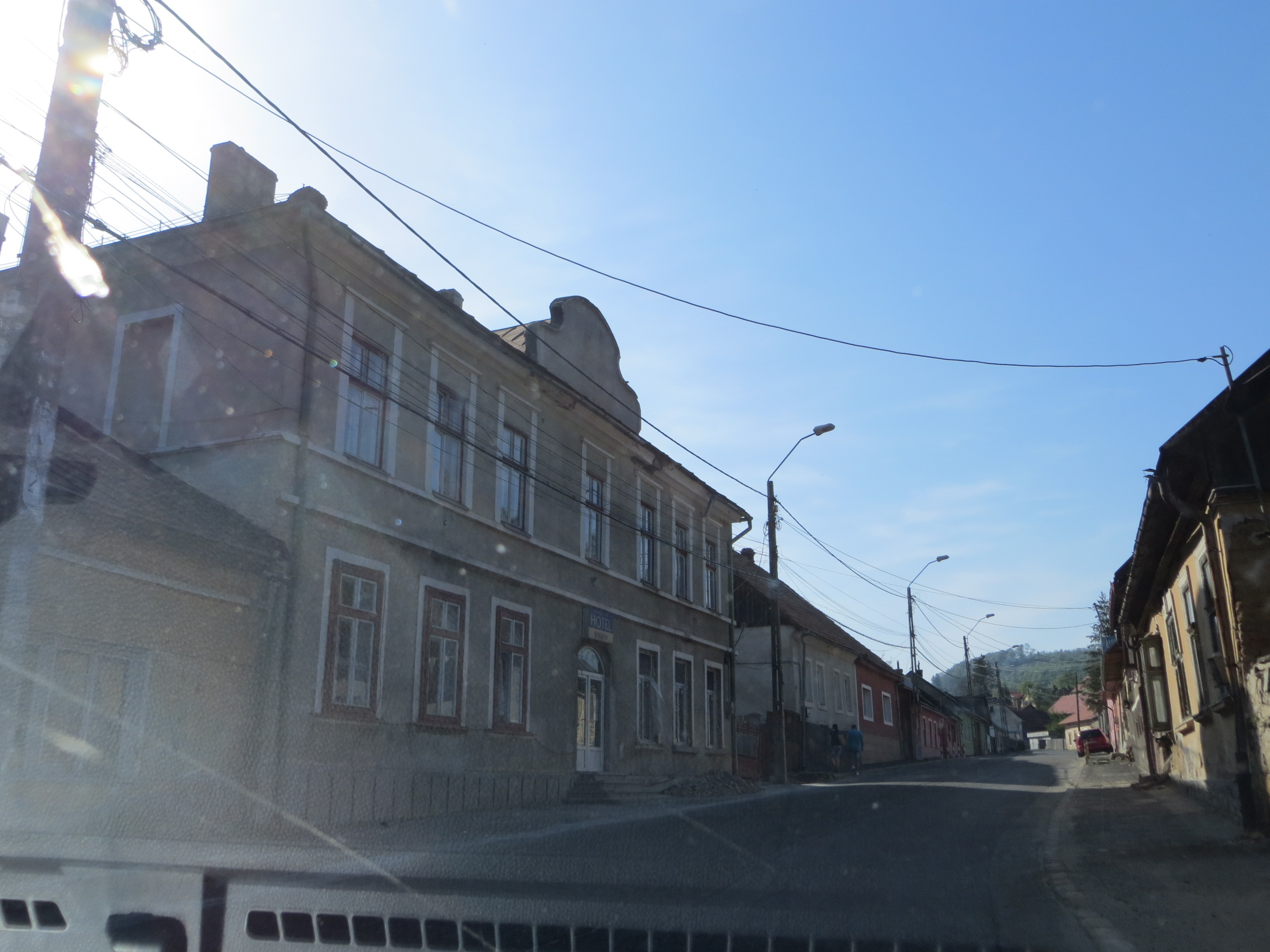
volt irodaépület, ma szálloda (Str. Victoriei 41., 19. század)

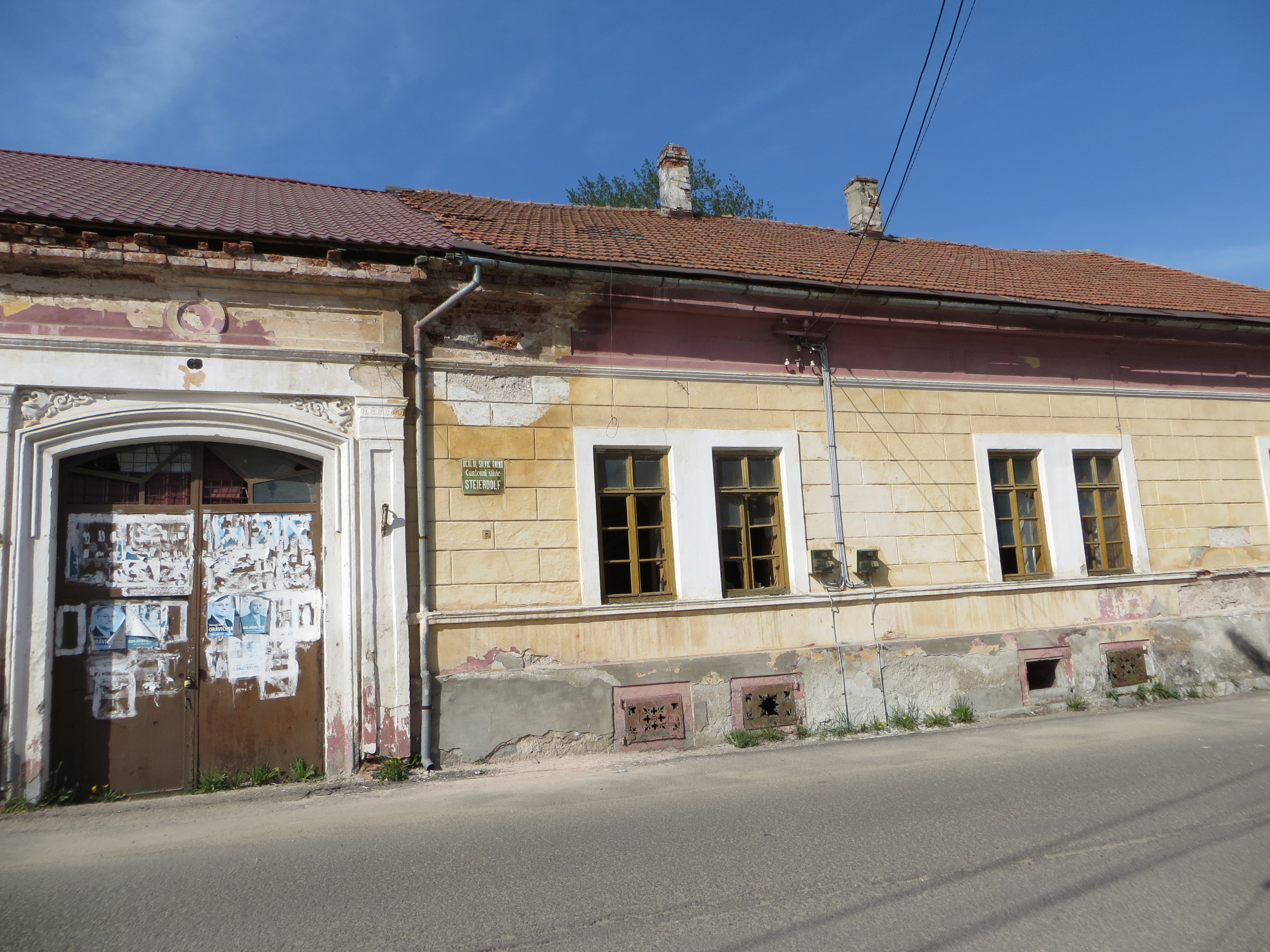
a volt kórház (Str. Victoriei 8.)

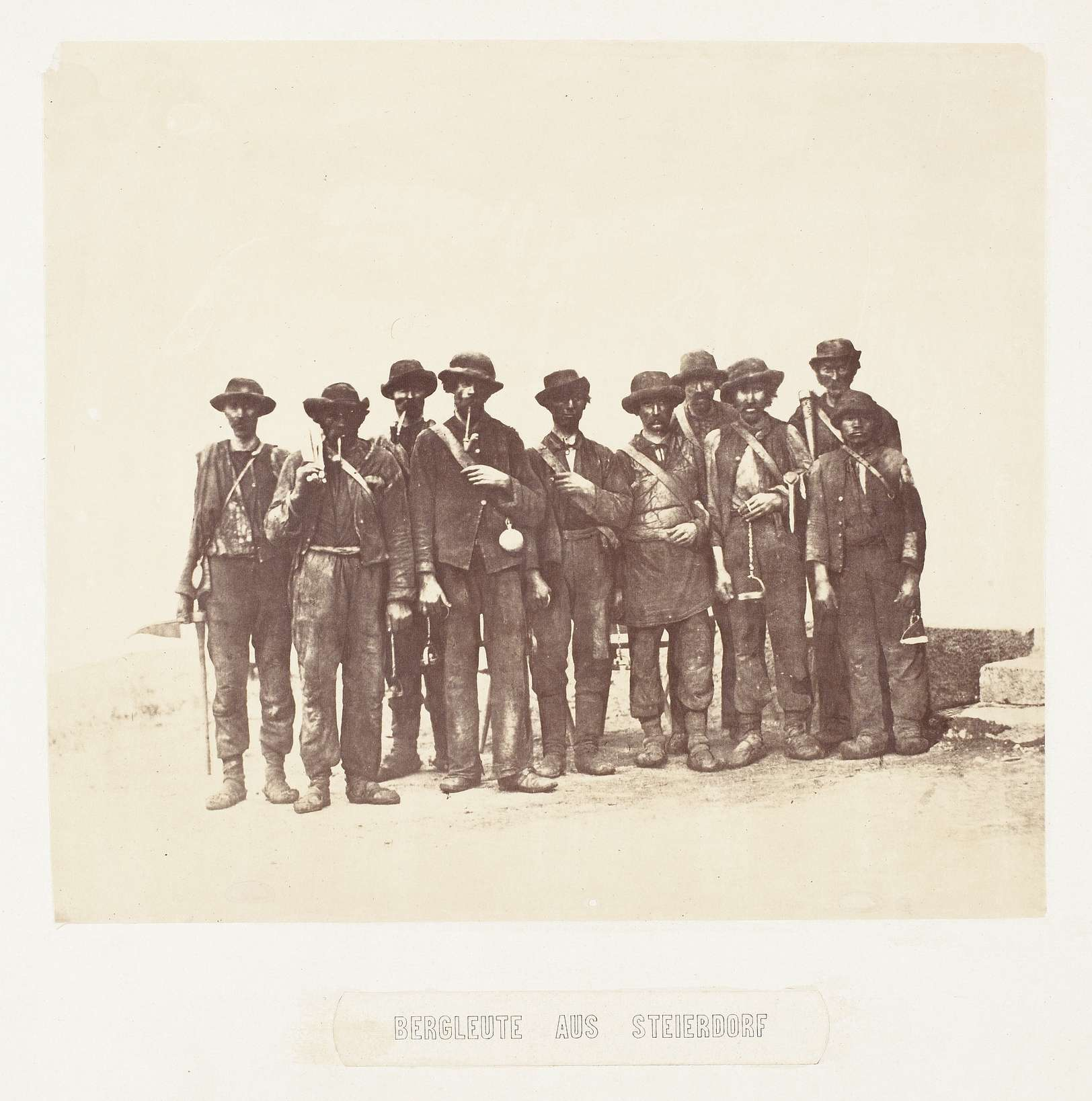
steierdorfi bányászok (A. Groll felvétele 1861-ből)

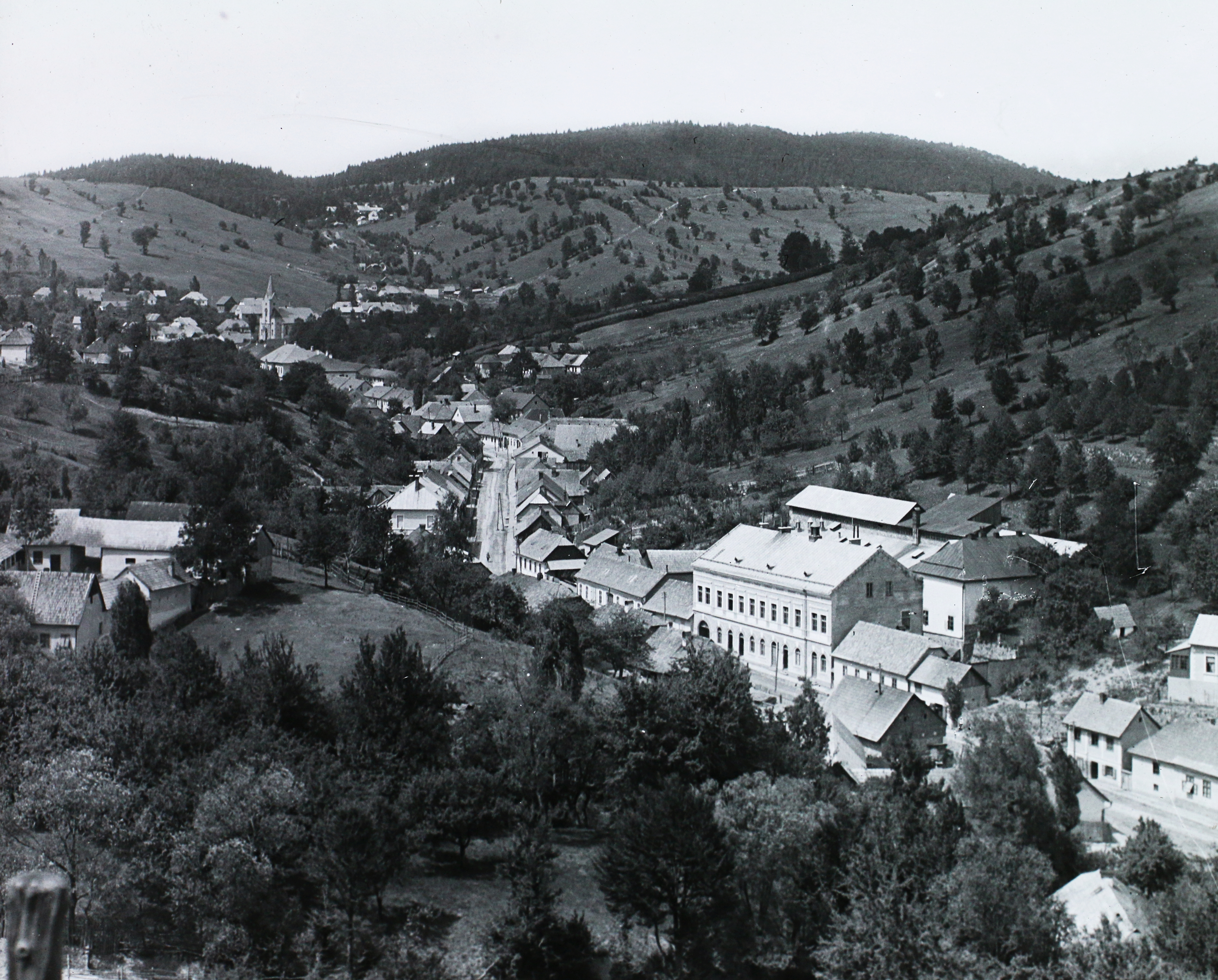
Látkép 1912-ből

Kincstári telepként jött létre. Helyén a német telepesek érkezése előtt olténiai származású román szénégetők (bufánok) éltek, szórt tanyákon. Peter Kastel kincstári tisztviselő alapította 1773-ban, harmincnégy felső-ausztriai, a Traunsee és Bad Ischl környékéről érkező favágóval és családjukkal. (Ezen első családok közül a következők vertek itt gyökeret: Goiswinkl, Rahner, Moser, Lichtnauer, Schmaranzer, Denz, Zanziger, Schöner, Stocker, Brandstätter és Berger.) A rákövetkező évben újabb ötven család költözött be, ezúttal a stájerországi Schladming vidékéről. Első római katolikus templomát 1787-ben szentelték fel. A törökök 1788-as betörése elől lakói Dognácskán kerestek menedéket, a falut a környékbeli lakosság felprédálta. Lakói a 18. század végén a kincstár alkalmazottaiként fát vágtak és zsindelyt készítettek, megélhetésüket szarvasmarhatartással egészítve ki. Miután 1801-ben a kincstár megkurtította a munkások ellátmányát, a felháborodás miatt egy csoport Bukovecre, egy másik pedig Karánsebesre vándorolt. Később, 1819-ben húsz család Königsgnadra, 1826-ban huszonhat család Ruszkabányára költözött. 1848-ban az Almás-hegységből érkezett fosztogatók részben kirabolták.
Miután az aninai szénbányászat az 1830-as–40-es években fellendült, egyre több bányász települt le Steierdorfon. Az 1846-os felső-magyarországi éhínség sok szlovák munkavállalót kényszerített ide. A kincstár 1850–56-ban 101 szomolnoki cipszer (a Gedeon, Panigai, Klempar, Slovig, Jablanovsky, Petrovsky, Revitzky, Spisak, Gassak stb. családok) és 89 aranyidkai szlovák telepest költöztett be, akik közül a férfiak már szülőhelyükön is bányászok voltak. Az új lakosok betelepülésével az addig egyutcás telep terjeszkedni kezdett. Az I. telep (Str. Colonia 1) mellé egyik oldalon felépült a II. és III. számú telep 94, a másik oldalon a Karrenschlagkolonie 41 háza (utóbbit, a mai Str. Dealu Frumost, a köznyelvben Judenkolonie-nak hívták).
Az ófalutól nyugatra emelkedő dombon, a Böhmen-Kolonie-ban (Str. Crivina) települt le az 1850-es években 439 cseh Kladnóból és 15 Csehország más vidékeiről. 1860-ban harminchárom, főként cseh család tovább is költözött. A steierdorfi csehek ugyan 1893-ban még megalapították a Dalibor cseh daloskört, száz év alatt azonban, a szlovákokkal együtt, elnémetesedtek. (Az 1956-os népszámláláskor 1391 stájerlakaninai vallotta magát cseh és 643 szlovák nemzetiségűnek, de csupán 205 cseh és 78 szlovák anyanyelvűnek.)
1855-től 1920-ig az osztrák Államvasút-Társaság bánáti uradalmának része volt. 1859–60-ben Aninával együtt, Steierdorf-Anina néven önálló községgé szervezték. A steierdorfiakat csak ekkor helyezték az általuk lakott telkek birtokába. 1861-ben a Társaság kiépítette a Resicára vezető közutat. Kőszén- és olajpala-bányái 1867-ben 250 munkást foglalkoztattak, 1879-ben már 1790-et. A két időpont között, 1873-ban üzembe helyezték délkeleti határában az Uterisch-aknát. 1880-ban egy tűzvészben leégett Steierdorf fele. 1869-ben német férfikórus, 1874-ben iparosegylet, 1883-ban fogyasztási szövetkezet alakult, 1882-től pedig nyomda is működött benne. Ivóvízzel való ellátása céljából 1885–89-ben, a korban jelentős ipari teljesítményként víztározóba fogták fel a Buhui-patak vizét. 1914-ben bevezették a villanyvilágítást. A társasági iskola a századfordulótól 1920-ig magyar tannyelvvel működött.
A környékbeli hegyeket a 19. század végén „Bánáti Svájc”-ként népszerűsítették. A cipszerek 1868–70-ben felépült házai mellett ekkor Freudenthal néven nyaralótelep alakult ki a nyugati hegyoldalon, a mai Drum Nou és Crivina utcák környékén. Több villa mellett 1893–95-ben itt épült föl a Sommerfrische szanatórium, amelyet a két világháború között Aurora Banatului névre kereszteltek át. Egy olajpalaerőmű építésekor, 1977 táján mind a szanatóriumot, mind a nyaralókat elbontották.
Steierdorf 1952-ben Aninával egyesítve városi rangot kapott.

## Látnivalók
- Római katolikus temploma neogótikus stílusban, az oravicai Johann Biebel tervei alapján épült, 1872–73-ban.
- Evangélikus temploma 1871-ben épült.
- A Buhui- (vagy Bohui-) vizesbarlang. Kacskaringós járatainak teljes hossza 3200 méter, nagy termek és egy vízesés is található benne.
- Plopa-Ponor barlang.

## Híres emberek
- Itt született 1872-ben Mayer Ker. János zenekritikus.
- Itt született 1894-ben Balogh István („Balogh páter”), a koalíciós idők ismert politikusa.